# Estação Fernando Castillo Velasco
A Estação Fernando Castillo Velasco é uma das estações do Metrô de Santiago, situada em Santiago, ao lado da Estação Plaza Egaña. É uma das estações terminais da Linha 3.
Foi inaugurada em 22 de janeiro de 2019. Localiza-se na Avenida Alcalde Fernando Castillo Velasco com Calle Loreley. Atende a comuna de La Reina.